# 19번 염색체
19번 염색체(十九番染色體, 영어: chromosome 19)는 사람의 23쌍의 염색체 중 하나이다. 사람은 일반적으로 이 염색체를 2개 가지고 있다. 19번 염색체는 6,170만 개 이상의 염기쌍(DNA의 구성 요소)으로 구성되어 있다. 사람 유전체의 단 2%만 차지하지만, 약 1,500개의 유전자를 포함하고 있어 유전자가 가장 풍부한 염색체로 여겨진다.

## 같이 보기
- 18번 염색체
- 20번 염색체